# 山内倫氏
山内 倫氏（やまうち ともうじ）は、江戸時代前期から中期にかけての土佐藩の重臣。

## 略歴
明暦3年（1657年）、土佐国宿毛にて山内節氏の子として誕生した。
父の死後、元禄12年（1699年）に家督を継ぎ、4代宿毛領主となる。宝永元年（1704年）に帰国する。宝永4年（1707年）に大地震が起こり宿毛の町は壊滅、その復興に取りかかり、志半ばで宝永6年（1709年）に死去した。享年53。跡は五男の晴氏が継いだ。

## 系譜
- 父：山内節氏
- 母：山内豊吉の娘・寛
  - 本人：山内倫氏
  - 正室：山内（乾）信勝の三女・菊子（母は山内忠義の次女・佐与姫）
  - 室：野々口永由の娘
  - 室：田辺林雪の娘
  - 室：山内吉明の娘と伝わる
    - 五男：山内晴氏
    - 六男：山内郷俊（半左衛門）